# J&T Express
J&T Express (PT Global Jet Express) – indonezyjskie przedsiębiorstwo logistyczne z siedzibą w Dżakarcie, działające w krajach Azji Południowo-Wschodniej.
Zostało założone w 2015 roku. Firma zatrudnia ponad 350 tys. pracowników (stan na 2021 rok).